# Moon Safari
Albums de Air
Premiers Symptômes The Virgin Suicides
(2000)
Moon Safari, sorti en 1998, est le premier album du duo de musique électronique français Air.
Avec un son rétro seventies mélancolique teinté de sonorités électroniques, l'album suscite un engouement dans les médias. Le duo fait la une des Inrockuptibles et reçoit le soutien de toute la presse spécialisée. Il effectue aussi sa toute première prestation live à la télévision française pour l'émission Nulle part ailleurs de Canal+. Le disque s'est depuis vendu à 2 millions d'exemplaires dans le monde. Pour les 10 ans de l'album en 2008, le groupe a sorti l'album en coffret Long-Box en format livre (CD album original, CD bonus et un DVD) en édition limitée à 1 000 exemplaires au monde. En 2018, pour le 20e anniversaire une réédition exclusive vinyle phosphorescent (glow in the dark) a vu le jour.
Depuis sa parution, Moon Safari est régulièrement cité par les critiques comme un disque majeur. L'édition française du magazine Rolling Stone l'a classé 65e meilleur album de rock français en 2010. Dans le premier volet de ses livres Rock'n'roll : la discothèque idéale, Philippe Manœuvre l'a inclus parmi les 101 albums retenus.

## Liste des titres
| No  | Titre                                    | Auteur                               | Chanté par  | Durée |
| --- | ---------------------------------------- | ------------------------------------ | ----------- | ----- |
| 1.  | La Femme d'argent                        | Jean-Benoît Dunckel et Nicolas Godin |             | 7:09  |
| 2.  | Sexy Boy                                 | Dunckel et Godin                     |             | 4:58  |
| 3.  | All I Need                               | Beth Hirsch, Dunckel et Godin        | Beth Hirsch | 4:28  |
| 4.  | Kelly, Watch the Stars!                  | Dunckel et Godin                     |             | 3:46  |
| 5.  | Talisman                                 | Dunckel et Godin                     |             | 4:16  |
| 6.  | Remember                                 | J.-J. Perrey, Dunckel et Godin       |             | 2:34  |
| 7.  | You Make It Easy                         | B. Hirsch, Dunckel et Godin          | Beth Hirsch | 4:01  |
| 8.  | Ce matin-là                              | Dunckel, Godin et P. Woodcock        |             | 3:38  |
| 9.  | New Star in the Sky (Chanson pour Solal) | Dunckel et Godin                     |             | 5:50  |
| 10. | Le Voyage de Pénélope                    | Dunckel et Godin                     |             | 3:11  |

Tous les instruments sont joués par Air sauf :
- Eric Regert : Orgue sur La Femme d'Argent
- Marlon : Batterie sur Sexy Boy, Kelly Watch The Stars et Talisman
- Patrick Woodcock : Guitare acoustique sur All I Need et tuba sur Ce matin-là
- David Whitaker : arrangements des cordes et direction de l'orchestre d'Abbey Road

La pochette de l'album, ainsi que les illustrations intérieures et les pochettes des singles tirés de l'album, ont été réalisées par Mike Mills, un réalisateur et dessinateur américain, qui réalisera un film sur la première tournée de Air, Eating Sleepin Waiting & Playing et qui donnera son nom à un morceau instrumental de Air en 2004.